# Marie Laudová
Marie Laudová provdaná Hořicová (16. srpna 1867 Mladá Boleslav – 20. října 1931 Praha) byla česká herečka a spisovatelka.

## Životopis

### Rodina, mládí

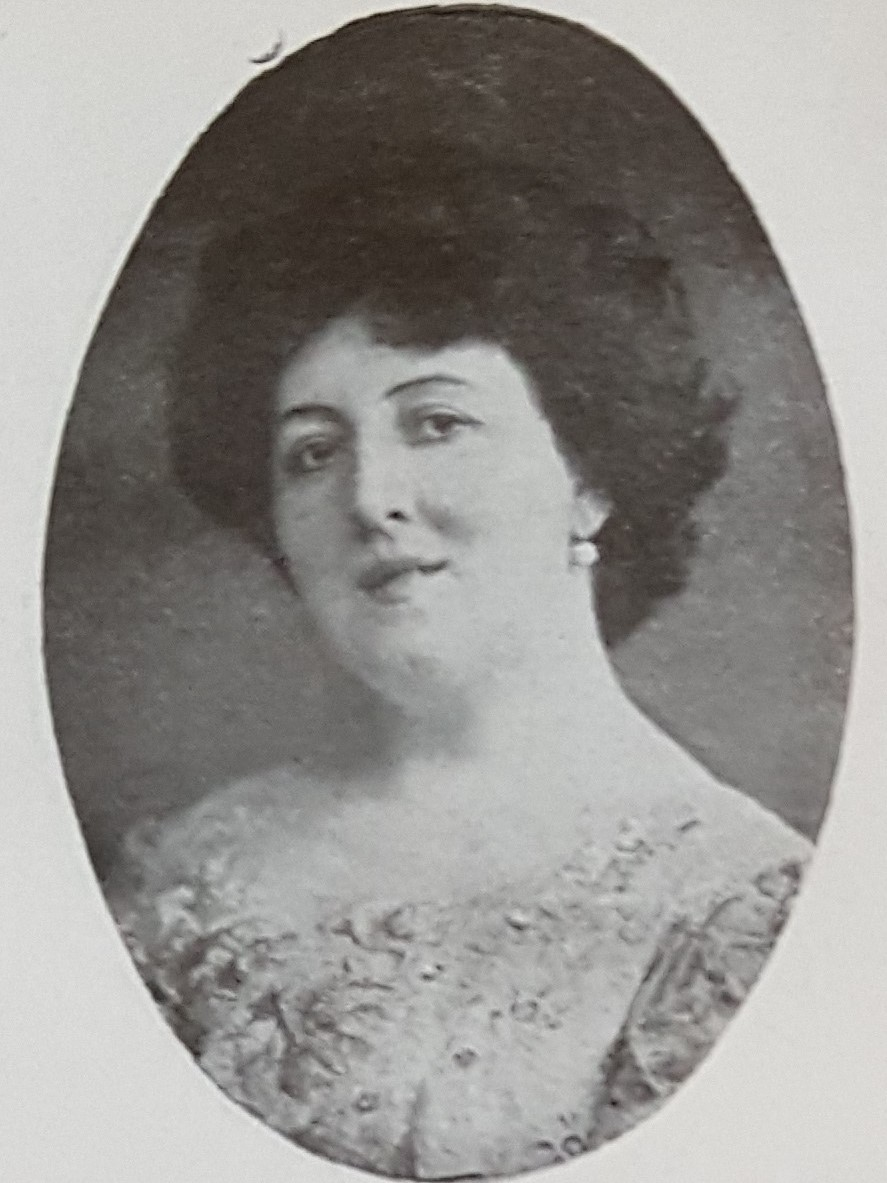
Marie Laudová Hořicová

Jejími rodiči byli Václav Lauda, oficiál při c. k. berním úřadu v Mladé Boleslavi a Marie roz. Čekanská. Její matka brzy ovdověla a vedla pak sama malý obchod s výrobou mýdla a toaletních potřeb. Po přestěhování do Prahy se matka podruhé provdala. Do rodiny tak přibyla Marii nevlastní sestra Anna. Dívky se učily šít šaty a klobouky. Již v obecné škole budila Marie pozornost učitelů živou deklamací, jasnou výslovností a příjemně zvučným hlasem.
Jako sedmnáctiletá se 14. května 1885 provdala za šestadvacetiletého záložního nadporučíka a novináře Ignáta Hořicu, ovládajícího osm jazyků, zakladatele plzeňského časopisu Český západ, autora jedenácti knih, pozdějšího říšského a zemského poslance. Marie byla po sňatku v domácnosti a šila šaty a klobouky. Rok po svatbě se jim narodila dcera Marie. Jediným vnukem Marie Laudové byl filmový režisér, držitel Oscara za snímek Obchod na korze, Elmar Klos.

### Divadlo
Divadelní činnost začala v karlínském ochotnickém spolku Pokrok jako patnáctiletá. Po přestěhování s manželem ze Slaného do Plzně vystupovala zde s místními ochotníky. V roce 1889 po přestěhování do Prahy studovala u Josefa Šmahy a působila krátce ve Švandově divadle na pražském Smíchově. Do Národního divadla byla angažována v roce 1890 a působila zde až do roku 1915, kdy byla nucena po úraze zanechat aktivní činnosti.
Spolupracovala často s mimopražskými scénami (Plzeň, Brno, Olomouc) a s ochotníky. Vystupovala rovněž v zahraničí (Lvov 1897, Záhřeb 1899, Bělehrad 1901, Petrohrad 1903).

### Pedagogická činnost
V letech 1916 až 1931 byla profesorkou pražské Státní konzervatoře hudby, kde vyučovala deklamaci a mimiku na operním oddělení (1916–1919) a po založení dramatického oddělení přešla tam v roce 1919 jako první profesorka a vyučovala zde deklamaci a studium rolí. V roce 1925 založila fond na podporu chudých studentů, v roce 1927 zpracovala pro ministerstvo školství návrh na reformu studia herectví.
K jejím žákům patřili např. Otomar Korbelář, Jiřina Štěpničková, Aloisie Voznicová a další.

### Novinářská činnost
V Plzni pomáhala manželovi s novinářskou prací – prováděla korektury, psala lokálky a později i větší články (oblastní noviny ve Slaném a v Plzni). V době manželova vojenského cvičení redigovala noviny za něj. Také mu pomáhala s překlady z francouzštiny a němčiny a sama psala odborné texty i beletrii pod pseudonymem Štika.
K novinařině se vrátila i po odchodu z Národního divadla. Publikovala v novinách a časopisech Zlatá Praha, Národní listy, Národní politika a Lumír, byla autorkou publikací z oboru společenské a umělecké výchovy, autorkou publikace Společenský rádce.

### Závěr života
V závěru života utrpěla opakovaně těžký úraz kyčle. Zemřela v Praze 20. října 1931 a je pochována na pražském Vyšehradském hřbitově.

## Dílo

### Divadelní role, výběr
- 1890 William Shakespeare: Sen noci svatojánské, Hermie, Národní divadlo, režie František Kolár
- 1895 William Shakespeare: Julius Caesar, Portia, Národní divadlo, režie František Kolár
- 1901 William Shakespeare: Romeo a Julie, Hraběnka Capuletová, Národní divadlo, režie Jaroslav Kvapil
- 1910 Gabriela Zapolska: Morálka paní Dulské, Paní Juliasiewiczová, Národní divadlo, režie Jaroslav Kvapil
- 1915 William Shakespeare: Hamlet, Gertruda, Národní divadlo, režie Jaroslav Kvapil
- 1916 A. P. Čechov: Medvěd, Jelena Ivanova Popova, Národní divadlo, režie Alois Sedláček

### Filmografie
- 1925 Okovy, role: statkářka Vítězová, režie Václav Kubásek

### Próza
- Společenská výchova směřující k vypěstění ušlechtilých karakterů, vybroušení způsobů a ke zpříjemnění života: příručka pro samouky i odborné učitele – Praha: Československé podniky tiskařské a vydavatelské, 1920
- Praktická hospodyňka: souhrn nauk, pokynů a předpisů ke správnému a úspornému vedení domácnosti a návod, jak si může hospodyňka svou namáhavou a zpravidla neutěšenou práci neobyčejně ulehčit – řídí Olga Stránská; spolupracovníci: Rpžena Baťková-Dittrichová, K. Bayerová-Kroulíková, Anna Černá, K. Driml, O. Fastrová, O. Fučíková, Anna Guthová-Jarkovská, V. Haering, Kamil Harmach, Vl. Havelková, M. Hykšová, Antonín Chvojka, Lydia Kolátorová, Zdenka Košáková, Amálie Kožmínová, J. Králová, Z. Kroužílková, Marie Kuklová-Tumlířová, Karel Kulhánek, Juliana Lancová, M. Laudová-Hořicová [s. 1218–1299], V. Lesná-Bakešová, A. Luštínová, Duchoslav Panýrek, K. Pavlů, Minka Podhajská, Hana Preisová, Marie Provazníková, G. Sedláčková, Oldra Sedlmayerová, L. Šejba, O. Stránská-Absolonová, Antonín Stránský, Jindřich Veselý. Praha: František Strnadel, 1927[10]